# پاپ گریگوری چهارم

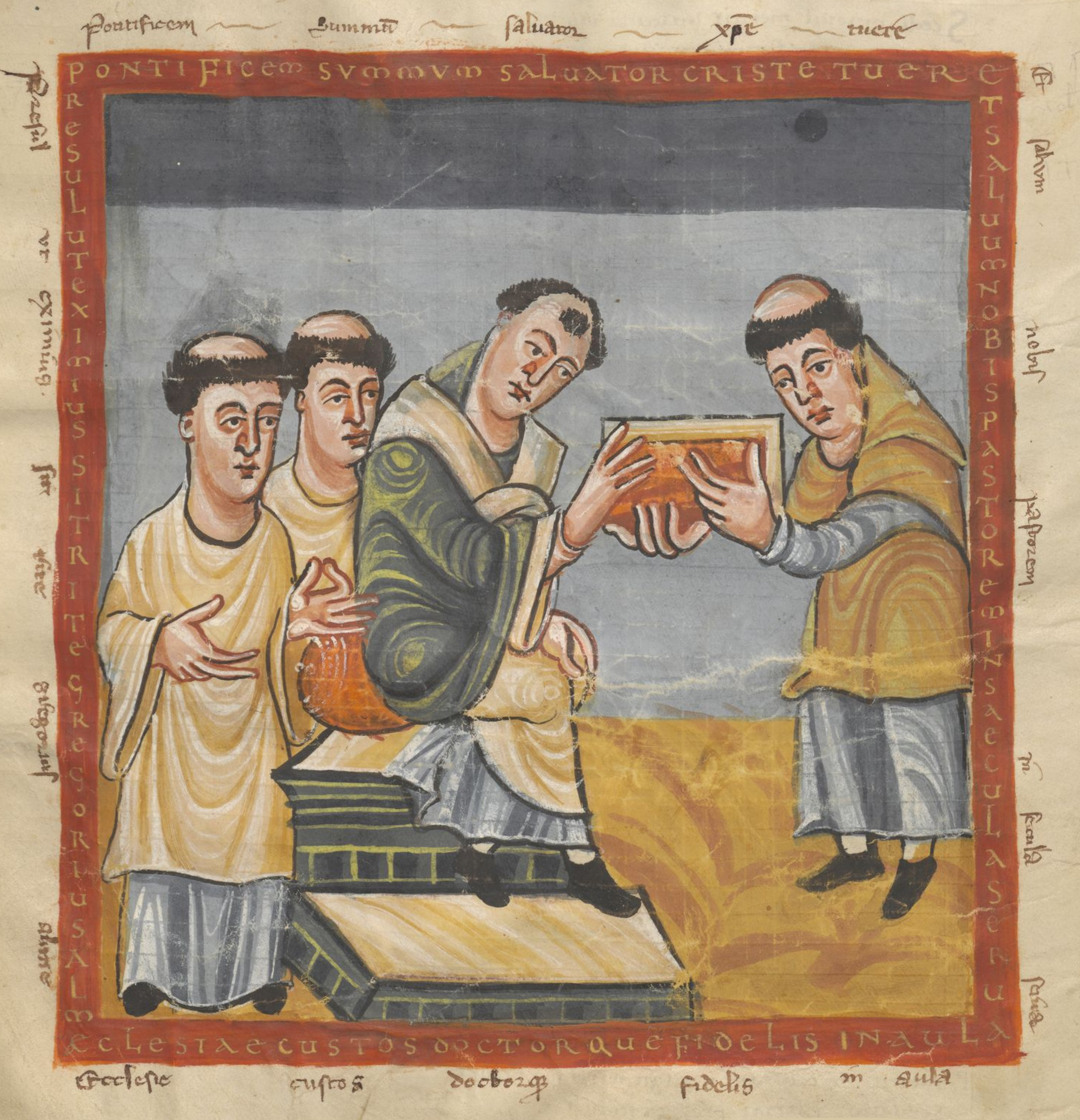
ریزنگارهٔ گریگوری چهارم (در وسط) کتابی از رابانوس مائوروس (در سمت راست) دریافت می‌کند. c. 840

پاپ گریگوری چهارم (به لاتین: Gregory IV) یکی از پاپ‌های کلیسای کاتولیک رم بود که از ۸۲۷ تا ۸۴۴ میلادی پاپ بود.